# الضربات الإسرائيلية على اليمن (2025 – الآن)
الضربات الإسرائيلية على اليمن 2025 هي سلسلة من العمليات العسكرية، الجوية والبحرية، التي نفذتها القوات الإسرائيلية في مايو ويونيو 2025 ضد أهداف تابعة لجماعة الحوثي في مناطق مختلفة من اليمن. جاءت هذه العمليات ردًا على هجمات صاروخية نفذها الحوثيون ضد أهداف إسرائيلية، أبرزها الهجوم الصاروخي الباليستي الذي استهدف محيط مطار بن غوريون بصاروخ باليستي فرط صوتي في 4 مايو 2025.
ففي 5 مايو 2025، شنَّت القوات الجوية الإسرائيلية غارات ميناء الحديدة ومصنع للأسمنت في مديرية باجل غرب اليمن، في عملية أُطلق عليها اسم "عملية مدينة المواني" (بالعبرية: מבצע עיר נמלים). وفي 6 مايو 2025، شنَّت القوات الجوية الإسرائيلية غارات واسعة على مطار صنعاء الدولي، مما أدى إلى تدميره بالكامل. وبلغت الخسائر الأولية، بحسب مدير المطار نحو 500 مليون دولار، حيث دُمّرت صالات المطار بما فيها من أجهزة ومعدات، وسُوّي مبنى التموين بالأرض. كما أُعلنت حالة توقف تام لجميع الرحلات من المطار وإليه نتيجة للأضرار الفادحة. وأشار مدير المطار إلى أن ست طائرات دُمّرت بالكامل، بينها ثلاث تابعة للخطوط الجوية اليمنية، التي لم يتبقّ لديها سوى طائرة واحدة كانت في عمان لحظة القصف. وفي 28 مايو، شنت إسرائيل غارات على مطار صنعاء ضمن عملية "الجوهرة الذهبية"، ودمرت آخر طائرة حوثية، ردًا على استمرار الهجمات الصاروخية، بحسب نتنياهو الذي اتهم الحوثيين بأنهم ذراع لإيران.
وفي 10 يونيو، نفذت إسرائيل هجومًا بحريًا على ميناء الحديدة، معتبرة أنه يُستخدم لنقل أسلحة. كما دعت إلى إخلاء عدة موانئ، وهددت بحصار بحري وجوي، في ظل تصاعد التوترات بعد حرب غزة.

## خلفية
أطلق الحوثيون صاروخ باليستي فرط صوتي باتجاه إسرائيل يوم الأحد، 4 مايو 2025. تمكن من تفادي منظومات الدفاع الإسرائيلية والأمريكية وأصاب محيط مطار بن غوريون مما أدى إلى إصابة 8 أشخاص وتسبب في حفرة كبيرة بعمق 25 م. كان من تبعات الهجوم توقف حركة الملاحة الجوية مؤقتاً مع تزايد إلغاء شركات الطيران رحلاتها المقررة في نفس اليوم إلى تل أبيب، وامتد الالغاء إلى أيام أخرى.
أعلن الحوثيون مسؤوليتهم عن الهجوم على لسان المتحدث العسكري يحيى سريع:
«نفذَّت عملية عسكرية استهدفت مطار بن غوريون في تل أبيب وذلك بصاروخ باليستي فرط صوتي، وقد أصاب هدفه بنجاح».
تعهدت إسرائيل بالانتقام من جانبها، حيث توعد وزير الدفاع يسرائيل كاتس بالرد على الهجوم "بسبعة أضعاف"، بينما قال رئيس الوزراء بنيامين نتانياهو إن بلاده ستواصل التحرك ضد الحوثيين في المستقبل.

## الضربات الجوية في 5 مايو
شنت إسرائيل مساء يوم الاثنين، 5 مايو 2025، غارات على اليمن بالتنسيق مع الولايات المتحدة. استهدفت 6 غارات ميناء الحديدة ومصنعاً للأسمنت يخضع لسيطرة الحوثيين في مديرية باجل. شارك في الهجوم 30 مقاتلة إسرائيلية في 8 موجات ألقت خلالها 48 قنبلة على أكثر من 10 أهداف، بالتنسيق مع الجانب الأمريكي.

## الضربات الجوية في 6 مايو
المقالة الرئيسة: الهجوم الإسرائيلي على مطار صنعاء الدولي 2025
في 6 مايو 2025، شنّت القوات الجوية الإسرائيلية غارات جوية مكثفة على مطار صنعاء الدولي، الواقع تحت سيطرة جماعة الحوثي، ما أدى إلى تدميره بالكامل. ووفقًا لما أعلنه مدير المطار خالد الشايف لقناة "المسيرة" التابعة للحوثيين، بلغت الخسائر الأولية الناتجة عن القصف نحو 500 مليون دولار، مع استمرار عمليات تقييم الأضرار. وأوضح الشايف أن الغارات دمّرت صالات المطار بما فيها من أجهزة ومعدات، كما سُوّي مبنى التموين بالأرض. وأضاف أن ست طائرات تم استهدافها وتدميرها بالكامل، من بينها ثلاث طائرات تابعة للخطوط الجوية اليمنية، التي لم يتبقَّ لديها سوى طائرة واحدة كانت متوقفة في العاصمة الأردنية عمّان. وفي أعقاب القصف، تم تعليق جميع الرحلات من وإلى المطار.

## الضربات الجوية في 28 مايو
في 28 مايو شنت إسرائيل غارات جوية إضافية على مطار صنعاء في اليمن، ضمن عملية "الجوهرة الذهبية"، ودمرت آخر طائرة تابعة للحوثيين. وأعلن نتنياهو أن الهجوم جاء رداً على إطلاق الصواريخ المستمر من اليمن إلى إسرائيل، متهماً الحوثيين بأنهم ذراع لإيران.

## الضربات البحرية في 10 يونيو
أعلنت إسرائيل أن قواتها البحرية شنت هجومًا على أهداف تابعة للحوثيين في ميناء الحديدة، ردًا على إطلاق صواريخ وطائرات مسيرة نحو أراضيها. وصرّح المتحدث باسم الجيش، أفيخاي أدرعي، أن الميناء يُستخدم لنقل أسلحة، ما يُعد دليلاً على استخدام الحوثيين للمرافق المدنية في أنشطة عسكرية. كما دعت إسرائيل إلى إخلاء موانئ رأس عيسى والحديدة والصليف، وهددت بفرض حصار بحري وجوي في حال استمرار الهجمات. يأتي هذا التصعيد في ظل التوترات الإقليمية المتزايدة بعد الحرب في غزة، حيث كثف الحوثيون هجماتهم دعماً لحماس، وهددوا أيضاً بفرض حظر بحري على ميناء حيفا.

## الضربات الجوية في 7 يوليو
في 7 يوليو 2025، شنّ الجيش الإسرائيلي سلسلة غارات جوية على مواقع تابعة لجماعة الحوثي في اليمن، استهدفت بشكل خاص موانئ الحديدة ورأس عيسى والصليف، بالإضافة إلى منشآت لوجستية وسفينة الشحن "غالاكسي ليدر" التي استولى عليها الحوثيون في نوفمبر 2023، وحوّلوها إلى منصة بحرية عسكرية، بعد أن ثبتوا على متنها نظام رادار متطور استخدموه لرصد وتتبع حركة السفن في المياه الدولية. ووفقًا للجيش الإسرائيلي، أُلقيت نحو 60 قنبلة خلال العملية، التي جاءت ردًا على تصاعد الهجمات الحوثية في البحر الأحمر، بما في ذلك استهداف سفينة الشحن "ماجيك سيز" قبالة سواحل اليمن، والتي اشتعلت فيها النيران وأُجبر طاقمها على إخلائها. بعد الضربات الإسرائيلية، ردّ الحوثيون بإطلاق صواريخ باتجاه إسرائيل. وأثارت هذه التطورات مخاوف من تصعيد إقليمي جديد واحتمال انخراط الولايات المتحدة وقوى غربية أخرى في المواجهة، في ظل توتر أوسع في الشرق الأوسط.

## الضربات الجوية في 21 يوليو
في 21 يوليو شنّ الجيش الإسرائيلي غارات جوية استهدفت بنى تحتية عسكرية تابعة لجماعة الحوثي في ميناء الحُديدة على البحر الأحمر، شملت آليات هندسية وبراميل وقود وقطع بحرية كانت تُستخدم لأغراض عسكرية وتهريب أسلحة من إيران. وذكر المتحدث باسم الجيش، أفيخاي أدرعي، أن الميناء يُستغل لنقل أسلحة تُستخدم في هجمات ضد إسرائيل وحلفائها.

## الضربات البحرية في 17 أغسطس
نفّذت إسرائيل، الأحد 17 أغسطس 2025، غارات على مواقع تابعة للحوثيين في اليمن، وذلك بعد إطلاق صاروخ من الأراضي اليمنية نحو إسرائيل تمكّن سلاح الجو من اعتراضه. توعّد وزير الدفاع الإسرائيلي، يسرائيل كاتس، الحوثيين بعواقب "وخيمة ومؤلمة"، مشيراً إلى فرض حصار بحري وجوي عليهم. وأكد الجيش الإسرائيلي أن قواته البحرية استهدفت بنى تحتية للطاقة في محيط صنعاء، مستخدماً زوارق صاروخية، وذلك على عمق يناهز 150 كيلومتراً داخل الأراضي اليمنية، وعلى مسافة تقارب 2000 كيلومتر من السواحل الإسرائيلية. وذكر المتحدث باسم الجيش أن هذه البنى التحتية استُخدمت لإطلاق صواريخ ومسيرات باتجاه إسرائيل، بينما لم تُسجَّل إصابات أو أضرار داخل إسرائيل جراء الصاروخ الذي تم اعتراضه.